# Hitachi Rock
Pour les articles homonymes, voir Rock (homonymie).
Les rames ETR 421, ETR 521 et ETR 621 appartiennent à une famille de rames automotrices à traction électrique, surnommées Rock par Trenitalia, produites à partir de 2018 par Hitachi Rail STS dans les usines de Reggio de Calabre et Pistoie.
Le nom commercial officiellement attribué par Hitachi à ces trains est Caravaggio, un surnom également utilisé par Trenord, exploitant des trains en Lombardie .

## Histoire
Le premier voyage commercial de cette série de trains a lieu le 31 mai 2019 entre Bologne et Parme avec le train no 4, bien que le voyage inaugural avec les autorités ait lieu le 14 juin 2019.
Le 3 septembre 2019, la première automotrice à quatre voitures, nommée ETR 421, est transférée de Reggio de Calabre à Bologne San Donato.
Le 12 octobre, le premier train destiné à Trenord, à savoir l'automotrice ETR 521 no 24, a été présenté par Hitachi Rail à Pistoie. Il a été transféré le 15 octobre à Bologne San Donato pour commencer les essais avant la mise en service commercial. Tandis que Trenitalia a surnommé ces trains Rock, Trenord a conservé le nom Caravaggio utilisé par Hitachi Rail.
Le premier train Rock composé de six voitures, classé ETR 621, a été terminé le 18 mai 2020 .

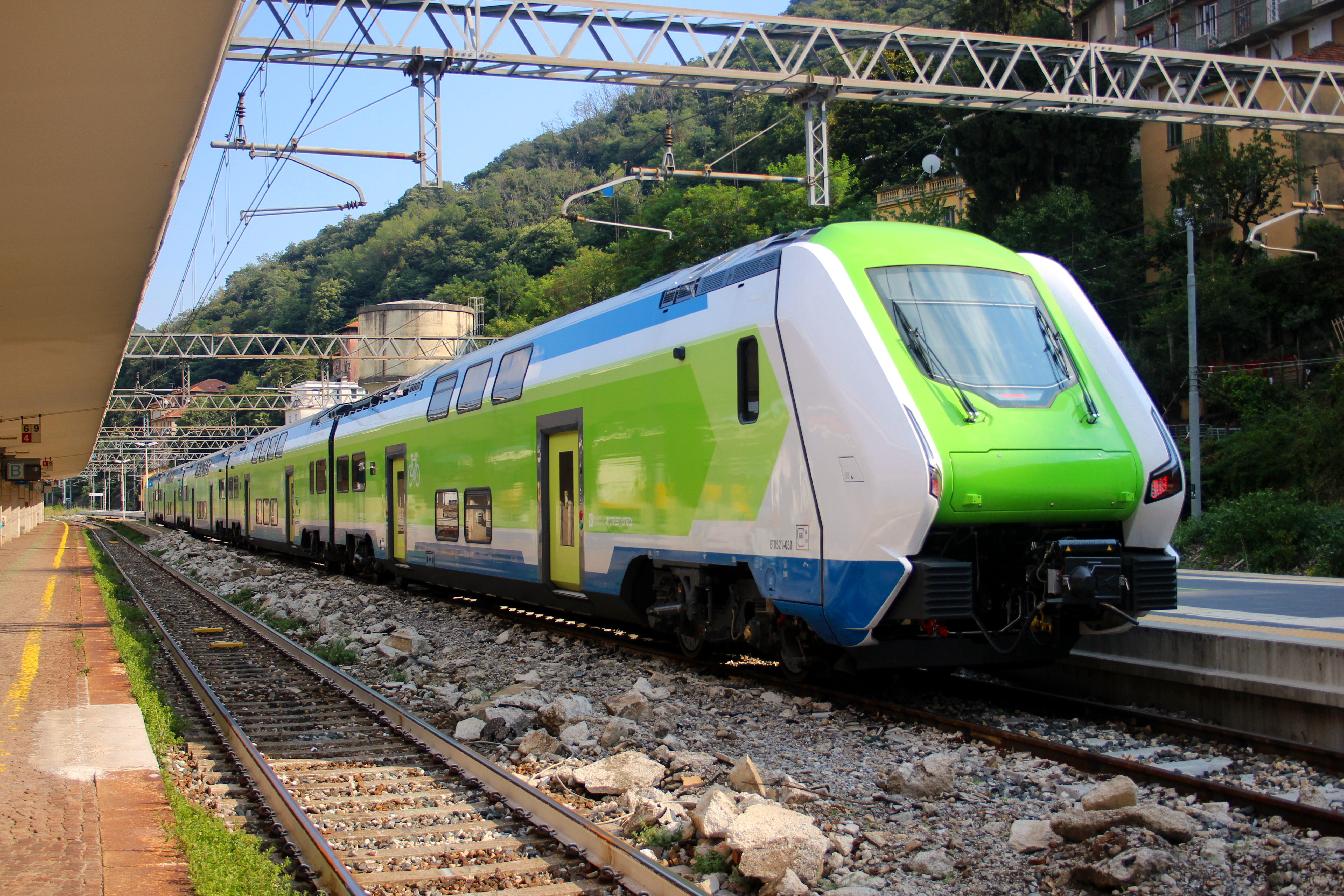
ETR 521 en gare de Côme San Giovanni.

Depuis leur entrée en service, les trains Rock de Trenitalia adoptent la livrée DPR. L'Émilie-Romagne fut la première région à utiliser ces trains en service commercial, suivie par la Ligurie, la Vénétie et le Piémont. En Lombardie, les trains Rock de Trenord arborent la livrée usuelle de la compagnie..
Trenord a mis en service ses premières automotrices Caravaggio à partir de janvier 2020 sur la ligne S11 du service ferroviaire surburbain de Milan qui relie les gares de Rho, Milano Porta Garibaldi et Chiasso. Néanmoins, ces trains ne peuvent assurer que les services limités à la gare de Côme San Giovanni car les trains dépassent le gabarit limite autorisé dans le tunnel « Monte Olimpino 1 » qui relie Côme à Chiasso et qui devrait être remis au bon gabarit d'ici 2025.

## Description
Les trains de la famille Rock sont des automotrices électriques conçues pour assurer des services régionaux. Elles sont produites en compositions de 4, 5 ou 6 voitures, caractérisés par une motorisation distribuée et une configuration à deux étages. Ils peuvent atteindre une vitesse maximale de 160 km/h et une accélération maximale de 1,10 m/s2. Les automotrices Rock ainsi que les voitures à deux étages Vivalto sont destinées à renouveler le matériel roulant du transport régional italien, et en particulier à remplacer les anciennes voitures à deux étages « Casaralta », sorties du service commercial par Trenitalia début 2020 pour être récupérées par Trenord.
Chaque rame est composée de quatre voitures dont deux centrales. Les places sont toutes équipées de prises électriques et ports USB. La sécurité des passagers est garantie par un système de vidéosurveillance et un système d'extinction automatique d'incendie avec détecteurs de fumée. Le train est équipé de deux toilettes, situées dans les voitures de tête et de queue. Il existe également des espaces réservés aux personnes handicapées avec des entrées adaptées au niveau des portes, des espaces réservés aux poussettes et landaus et des supports à vélos avec prises pour recharger les vélos à assistance électrique. Les informations relatives au trajet sont affichées sur des écrans à l'intérieur du train et sur des afficheurs à LED jaunes sur les faces avant et latérales.